# Gmina Jakšić
Gmina Jakšić (chorw. Općina Jakšić) – gmina w Chorwacji, w żupanii pożedzko-slawońskiej. W 2011 roku liczyła 4058 mieszkańców.